# جاك كاربنتر
جاك كاربنتر (بالإنجليزية: Jack Carpenter)‏ (مواليد 18 سبتمبر 1984) ممثل أمريكي .

## روابط خارجية
- جاك كاربنتر على موقع IMDb (الإنجليزية)
- جاك كاربنتر على موقع قاعدة بيانات الفيلم (الإنجليزية)